# 이쓰키 나쓰미
이쓰키 나쓰미(樹なつみ, 1960년 2월 5일 ~)는 일본의 만화가이다. 효고현 출신으로 1979년 잡지 LaLa를 통해 데뷔했다. 대표작으로는 OZ, 팔운성, 카시카 등이 있다. 1993년 OZ로 제24회 세이운상을 수상했으며, 1997년 팔운성으로 제21회 고단샤 만화상 소녀부문을 수상했다.

## 주요 작품
- OZ(1990~1992, 단행본 전4권)
- 카시카(1989~1994, 단행본 전12권)
- 팔운성(1992~2002, 단행본 전19권)
- 수왕성(1993~2002, 단행본 전5권)
- 데몬 성전(2003~2007, 단행본 전11권)
- 뱀피르(2007~, 단행본 5권까지 발매)